# Nordin Musampa
Nordin Musampa, né le 13 octobre 2001 à Almere aux Pays-Bas, est un footballeur néerlandais qui évolue au poste de défenseur central à FC Groningue.

## Biographie

### En club
Natif de Almere aux Pays-Bas, Nordin Musampa est formé par le Almere City FC, avant de rejoindre le centre de formation de l'Ajax Amsterdam en 2016. Il joue son premier match en professionnel avec l'équipe réserve, le Jong Ajax, le 25 mars 2019 contre le Jong FC Utrecht, lors d'une rencontre de deuxième division néerlandaise. Il est titularisé et les deux équipes se neutralisent (3-3 score final).
Le 20 juin 2020 Musampa signe son premier contrat professionnel avec l'Ajax, le liant avec le club jusqu'en 2022.
Le 26 avril 2022 est annoncé l'arrivée de Nordin Musampa au FC Groningue. Le joueur, en fin de contrat en juin et n'ayant jamais eu sa chance en équipe première, s'engage librement avec son nouveau club qu'il rejoint au 1er juillet 2022,. Il fait sa première apparition sous ses nouvelles couleurs le 1er octobre 2022 contre l'AZ Alkmaar, faisant par la même occasion sa première apparition en Eredivisie. Il entre en jeu à la place de Laros Duarte ce jour-là, et son équipe s'incline par quatre buts à un.

### En équipe nationale
Nordin Musampa représente les Pays-Bas en sélection. Il commence sa carrière internationale avec les moins de 15 ans, avec un total de trois matchs, tous en 2016.
Il est sélectionné avec l'équipe des Pays-Bas des moins de 17 ans pour participer au championnat d'Europe des moins de 17 ans en 2018. Lors de cette compétition, il ne joue qu'un seul match et se contente d'un rôle de remplaçant. Les Pays-Bas remportent le tournoi en battant l'Italie en finale après une séance de tirs au but.

### Vie personnelle
Nordin Musampa est le neveu d'un ancien footballeur professionnel, Kiki Musampa.

## Palmarès

### En sélection
- Vainqueur du championnat d'Europe des moins de 17 ans en 2018 avec l'équipe des Pays-Bas des moins de 17 ans